# Adropion
Genre
Adropion est un genre de tardigrades de la famille des Hypsibiidae.

## Liste des espèces
Selon Degma, Bertolani et Guidetti, 2016 :
- Adropion arduifrons (Thulin, 1928)
- Adropion behanae (Dastych, 1987)
- Adropion belgicae (Richters, 1911)
- Adropion carolae (Binda & Pilato, 1969)
- Adropion clavatum (Bartoš, 1935)
- Adropion gani (Sun, Li & Feng, 2014)
- Adropion gordonense (Pilato, Claxton & Horning, 1991)
- Adropion greveni (Dastych, 1984)
- Adropion linzhiensis (Li, 2007)
- Adropion marcusi (Rudescu, 1964)
- Adropion maucci (Dastych & McInnes, 1996)
- Adropion modestum (Binda, Pilato & Dastych, 1984)
- Adropion montigenum (Pilato & Dastych, 1974)
- Adropion onorei (Pilato, Binda, Napolitano & Moncada, 2002)
- Adropion prosirostre (Thulin, 1928)
- Adropion scoticum (Murray, 1905)
- Adropion tricuspidatum (Binda & Pilato, 2000)
- Adropion triodon (Maucci, 1996)

## Taxinomie
Décrit comme sous-genre de Diphascon, il a été élevé au rang de genre par Bertolani, Guidetti, Marchioro, Altiero, Rebecchi et Cesari en 2014.

## Publication originale
- Pilato, 1987 : Revision of the genus Diphascon Plate, 1889, with remarks on the subfamily Itaquasconinae (Eutardigrada, Hypsibiidae). Collana U.Z.I. Selected Symposia and Monographs, no 1, p. 337-357.